# Triturus
Triturus – rodzaj płazów ogoniastych z rodziny salamandrowatych (Salamandridae). Obejmuje kilka gatunków traszek. Występuje od Wielkiej Brytanii poprzez większą część kontynentalnej Europy do zachodnich krańców Syberii, Anatolii i regionu Morza Kaspijskiego.
Traszki te zamieszkują i rozmnażają się w stawach o bogatej roślinności lub podobnych im siedliskach wodnych przez okres od dwóch do sześciu miesięcy w roku, resztę czasu spędzając w cienistych, bogatych w schronienia siedliskach lądowych w pobliżu miejsc ich rozrodu. Samce uwodzą samice w zrytualizowanych pokazach, pozostawiając pod koniec spermatofor podnoszony przez samice. Po zapłodnieniu samica składa od 200 do 400 jaj, zawijając je w liście roślin wodnych. Z jaj wylęgają się larwy rozwijające się w wodzie przez od dwóch do czterech miesięcy, nim ulegną przeobrażeniu w żyjące na lądzie osobniki młodociane.
Historycznie do omawianego rodzaju zaliczano większość europejskich traszek. Jednak taksonomowie podzielili go, wyróżniając rodzaje Ichthyosaura (traszka górska), Lissotriton i Ommatotriton. Natomiast najbliższymi krewnymi Triturus są przedstawiciele rodzaju Calotriton. Do Triturus zalicza się 9 gatunków zwierząt. Ich zasięgi występowania zachodzą na siebie. Może zachodzić krzyżowanie.
Choć nie grozi im wyginięcie w niedalekiej przyszłości, liczebność ich populacji zmalała, głównie z powodu utraty i fragmentacji siedlisk. Ucierpiały zarówno ich miejsca rozrodu, jak i bogate w kryjówki naturalne siedliska lądowe. W Europie wszystkie gatunki objęto ochroną prawną, podobnie jak niektóre ich siedliska.

## Systematyka
Nazwę rodzajową Triturus wprowadził w 1815 polihistor Constantine Samuel Rafinesque, określając nią gatunek uznany za typowy Triturus cristatus (traszka grzebieniasta), opisany już wcześniej pod nazwą Triton cristatus przez Josephusa Nicolausa Laurentiego w 1768. Jednakże Karol Linneusz wykorzystał nazwę Triton już 10 lat wcześniej na określenie ślimaków morskich (obecnie Charonia), wobec czego potrzebna była inna nazwa rodzajowa na określenie traszek.
Przed końcem XX wieku do Triturus włączano większość europejskich traszek. Wykazano jednak jego polifiletyzm i przeprowadzono zasadniczą rewizję. Jego niektórych wcześniejszych przedstawicieli przeniesiono do trzech oddzielnych rodzajów: Lissotriton, Ommatotriton i Ichthyosaura. Monofiletyzm w ten sposób zredukowanego rodzaju Triturus wspierają dane molekularne i synapomorfie, jak defekt genetyczny powodujący śmierć zarodków homomorficznych względem długiej lub krótkiej formy chromosomu 1.
Obecnie wyróżnia się 9 gatunków:
- Triturus anatolicus Wielstra & Arntzen, 2016
- Triturus carnifex (Laurenti, 1768) – traszka alpejska[20], traszka bladoskóra[21]
- Triturus cristatus (Laurenti, 1768) – traszka grzebieniasta
- Triturus dobrogicus (Kiritzescu, 1903) – traszka naddunajska[20]
- Triturus ivanbureschi Arntzen & Wielstra, 2013
- Triturus karelinii (Strauch, 1870) – traszka Karelina[20]
- Triturus macedonicus (Karaman, 1922)
- Triturus marmoratus (Latreille, 1800) – traszka marmurkowa
- Triturus pygmaeus (Wolterstorff, 1905)

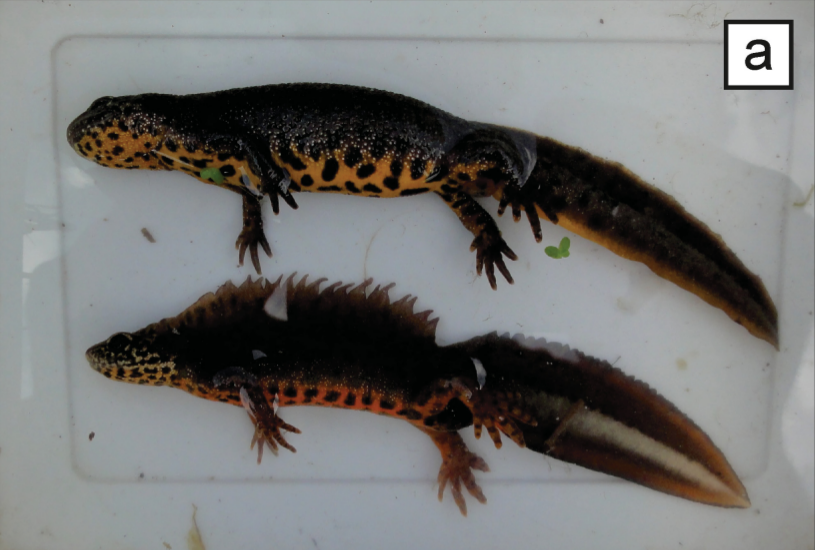
Triturus anatolicus wyodrębniony został niedawno

Traszki określane po angielsku jako marbled newts i jako crested newts były długo uznawane za pojedyncze gatunki, określane nazwami naukowymi odpowiednio T. marmoratus i T. cristatus. Jednakże pomiędzy wyróżnianymi w ich obrębie podgatunkami zauważono znaczne różnice genetyczne, co doprowadziło do uznania ich za odrębne gatunki. Natomiast crested newts często opisuje się łącznie jako nadgatunek T. cristatus. W ten sposób z Triturus marmoratus wydzielono T. pygmaeus, której status jako odrębnego gatunku potwierdzono w kolejnych badaniach. Triturus ivanbureschi, opisany w 2013, prawdopodobnie stanowi w rzeczywistości dwa odrębne gatunki. Wielstra i Arntzen (2016) przenieśli populacje traszek żyjące na północy azjatyckiej części Turcji (pierwotnie uznawane za traszki z gatunku T. ivanbureschi) do odrębnego gatunku Triturus anatolicus.

### Etymologia
- Triton: Tryton (gr. Τρίτων Trítōn, łac. Triton), w mitologii greckiej bóg morski, syn boga Posejdona i bogini Amfitryty[24]. Nazwa zajęta przez Triton Linnaeus, 1758 (ślimaki)[15].
- Triturus: Agassiz sugerował etymologię od gr. τρίτων tritōn „traszka, salamandra” oraz ουρα oura „ogon”[24], jednak Dubois i Raffaëlli twierdzą, że gr. ουρα oura „ogon” nie powinno traktować się jako etymologii Triturus, ponieważ „oznaczałoby to późniejszy termin «mający ogon Tritona», tj. posiadający własny ogon!”[25]. Nazwa zastępcza dla Triton Laurenti, 1768[15].
- Molge: niem. Molge „salamandra”[26]. Nazwa zastępcza dla Triton Laurenti, 1768[15].
- Oiacurus: gr. οιαξ oiaks „ster”; ουρα oura „ogon”[24]. Nazwa zastępcza dla Triton Laurenti, 1768[15].
- Tritonella: zdrobnienie nazwy rodzaju Triturus Rafinesque, 1815[27]. Gatunek typowy: nie podany[15].
- Hemisalamandra: gr. ἡμι- hēmi- „mały, pół”, od ἡμισυς hēmisus połowa[28]; rodzaj Salamandra Laurenti, 1768. Gatunek typowy: Triton cristatus Laurenti, 1768.
- Pyronicia: prawdopodobnie od gr. πυρ pur, πυρος puros „ogień”; νικαω nikaō „zwyciężyć, odnieść zwycięstwo”[25]. Gatunek typowy: Salamandra marmorata Latreille, 1800.
- Alethotriton: gr. αληθης alēthēs „prawdziwy, autentyczny”[29]; rodzaj Triton Laurenti, 1768. Gatunek typowy: Triton cristatus Laurenti, 1768.
- Turanomolge: stara, perska nazwa Turan dla Azji Środkowej, ogólnie stosowana do ziem ludów tureckich żyjących nad Amu-daria[30]; rodzaj Molge Merrem, 1820. Gatunek typowy: Turanomolge mensbieri Nikolskii, 1918 (= Triton karelinii Strauch, 1870).
- Neotriton: gr. νεος neos „nowy”[31]; rodzaj Triton Laurenti, 1768. Gatunek typowy: Triton karelinii Strauch, 1870.

## Budowa

### Cechy wspólne

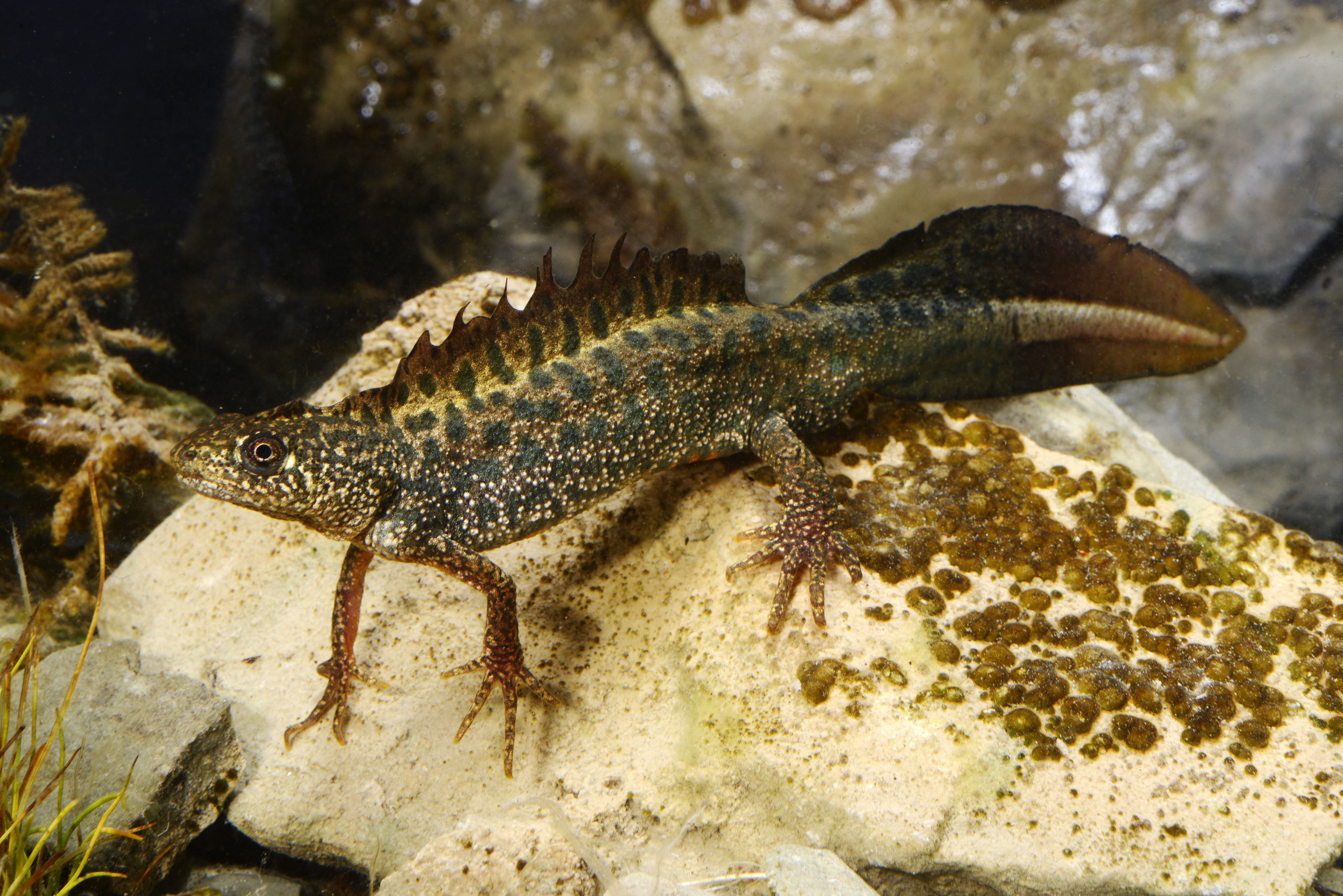
Samiec Triturus macedonicus rozwija grzebień na grzbiecie i ogonie. Jest on bardziej okazały u nadgatunku T. cristatus.

Triturus stanowi rodzaj raczej dużych traszek. Ich całkowita długość ciała zazwyczaj mieści się w przedziale pomiędzy 12 a 16 cm. Niekiedy dochodzi do 20 cm. Wyjątek stanowi Triturus pygmaeus o długości jedynie od 10 do 12 cm. Wielkość zależy od płci i środowiska, w którym żyją. Samice większości gatunków są nieznacznie większe i mają proporcjonalnie dłuższy od samców ogon. T. carnifex wydaje się być większa w chłodniejszych rejonach swego zasięgu występowania.
Crested newts są ciemnobrązowe, z czarnymi plamkami po bokach i białymi kropkami u niektórych gatunków. Brzuch jest żółty do pomarańczowego z czarnymi plamami tworzącymi wzór charakterystyczny dla danego osobnika. Samice i osobniki młodociane pewnych gatunków cechują się żółtą linią biegnącą wzdłuż boku i ogona. Podczas okresu rozrodu następuje zmiana wyglądu, najsilniej zaznaczona u samców. Pojawia się grzebień skórny biegnący wzdłuż grzbietu i ogona, od którego bierze się nazwa traszki grzebieniastej. Może on osiągać 1,5 cm wysokości i u traszki grzebieniastej jest bardzo powyszczerbiany. Ponadto w sezonie rozrodczym samiec wykształca srebrzystobiały pasek wzdłuż boku i ogona.
Marbled newts zawdzięczają swą angielską nazwę ich zielono-czarnemu marmurkowanemu wzorowi ubarwienia. U samic pomarańczowoczerwona linia biegnie wzdłuż grzbietu i ogona. Grzebień samca jest mniejszy i bardziej mięsisty, niż u nadgatunku T. cristatus. Nie występują w nim też zazębienia. W czasie rozrodu traszki te mają także białawy pasek na ogonie.

### Identyfikacja gatunków
Oprócz oczywistych różnic w ubarwieniu pomiędzy dwoma grupami traszek Triturus gatunki tego rodzaju różnią się także innymi kształtami ciała. Krępe ciało o silnych kończynach cechuje traszkę marmurkową, T. pygmaeus, T. ivanbureschi i T. karelinii. Natomiast T. dobrogicus jest smukły na krótkich łapach. Typy te zauważył po raz pierwszy herpetolog Willy Wolterstorff, który wykorzystał stosunek długości kończyn przednich do odległości pomiędzy przednimi a tylnymi łapami do wyróżnienia podgatunków ówczesnej traszki grzebieniastej (obecnie uznawanych za odrębne gatunki). Wskaźnik ten czasami prowadzi jednak do błędnej identyfikacji. Lepszym wskaźnikiem gatunku okazała się liczba kręgów noszących żebra. Wynosi ona od 12 u traszki marmurkowej i T. pygmaeus do 16–17 u T. dobrogicus. Zazwyczaj cechę tę określa się radiograficznie u zmarłych bądź zsedowanych zwierząt.
Traszkę marmurkową i T. pygmaeus odróżniają wielkość i kolorystyka. Natomiast odróżnienie od siebie przedstawicieli nadgatunku T. cristatus na podstawie wyglądu nie jest takie proste. Wymaga ustalenia kombinacji cech sylwetki, kolorystyki i kształtu grzebienia samca. T. karelinii i dwie grupy T. ivanbureschi są jednak prawie nieodróżnialne (tzw. gatunki kryptyczne). Różne Triturus zajmują w dużej mierze oddzielne regiony geograficzne. Jednak na ich stykach dochodzi do hybrydyzacji, w wyniku czego powstają formy o cechach pośrednich.
Cechy morfologiczne gatunków Triturus  
| Zdjęcie | Gatunek                              | Długość i budowa                                           | Grzbiet i boki | Strona brzuszna                                                                                            | Grzebień samca                                                         | N*    |
| ------- | ------------------------------------ | ---------------------------------------------------------- | --- | --- | ---------------------------------------------------------------------- | ----- |
|         | T. carnifex                          | Do 17 cm (samica); pośredniej budowy, duże kończyny        | Ciemny brąz z ciemnymi ciapkami, brak lub nieliczne białe punktowanie; samice i osobniki młodociane często z żółtą lub zielonkawą linią na grzbiecie                             | Żółte lub pomarańczowe z pewną ilością dużych, okrągłych, szarych do czarnych zamazanych plamek            | Wysoki                                                                 | 14    |
|         | T. cristatus (traszka grzebieniasta) | 15–16 cm; umiarkowanie smukła, kończyny średniej wielkości | Ciemny brąz z czarnymi plamkami i białym punktowaniem | Żółte lub pomarańczowe, czarne, ostro odgraniczone plamy                                                   | Bardzo wysoki (do 1,5 cm), powcinany                                   | 15    |
|         | T. dobrogicus                        | 13–15 cm; smukła, krótkie kończyny                         | Ciemny brąz z czarnymi plamkami i białym punktowaniem | Żółte do pomarańczowego z wyraźnie odgraniczonymi ciemnymi plamami, niewielkimi do średniej wielkości      | Bardzo wysoki, powcinany, rozpoczynający się między oczami a nozdrzami | 16–17 |
|         | T. ivanbureschi**                    | Do 15,5 cm; krępa                                          | Nieco ciemniejsza od T. karelinii, białe punktowanie na bokach zazwyczaj nieobecne                                                                                               | Pomarańcz pokryty licznymi czarnymi plamkami, również na gardle; ogon jasnopomarańczowy, zwłaszcza u samic | Znacznie powcinany                                                     | 13    |
|         | T. karelinii                         | Do 18 cm; krępa                                            | Ciemny brąz z czarnymi plamkami i trochę białego punktowania, białe znaczenia w okolicy policzkowej                                                                              | Pomarańcz pokryty licznymi białymi plamkami, również na gardle; ogon jasnopomarańczowy, zwłaszcza u samic  | Znacznie powcinany                                                     | 13    |
|         | T. macedonicus                       | 14–16 cm; pośredniej budowy, duże kończyny                 | Ciemny brąz z czarnymi plamkami, gęste białe punktowanie po bokach | Żółć z ciemnymi plamami mniejszymi, niż u T. carnifex, bez rozmycia                                        | Wysoki                                                                 | 14    |
|         | T. marmoratus (traszka marmurkowa)   | 15–16 cm; krępa                                            | Ciemne plamkowanie, siatkowanie bądź marmurkowanie na zielonym tle; czasami drobne białe punktowanie na bokach; samica często z pomarańczowoczerwoną linią na grzbiecie i ogonie | Czarniawy z delikatnymi białymi plamkami, bez żółci                                                        | Mięsisty, z czarnymi pionowymi kolumnami                               | 12    |
|         | T. pygmaeus                          | 10–12 cm; krępa                                            | Ciemne plamkowanie, siatkowanie bądź marmurkowanie na zielonym tle; czasami drobne białe punktowanie na bokach; samica często z pomarańczowoczerwoną linią na grzbiecie i ogonie | Żółtokremowa z dużymi ciemnymi i mniejszymi białymi plamkami                                               | Mięsisty, z czarnymi pionowymi kolumnami                               | 12    |

* – N = liczba kręgów noszących żebra za Wielstra & Arntzen (2011)
** – T. ivanbureschi jest bardzo podobna do T. karelinii, prawdopodobnie sama składa się z dwóch gatunków

## Behawior i ekologia
Jak inne traszki, przedstawiciele Triturus rozwijają się w wodzie w postaci larwalnej, a jako dorosłe każdego roku powracają tam w celu rozrodu. Dorosłe traszki zależnie od gatunku i od dostępności zbiorników wodnych i siedlisk lądowych spędzają od pół roku do trzech kwartałów na lądzie. Po rozwoju larwalnym w pierwszym roku życia mija kolejny rok, nim osiągną dojrzałość. Na północy lub na wyższych wysokościach zabiera im to więcej czasu. Okres larwalny i młodzieńczy wiążą się dla traszek z największym ryzykiem, przeżywalność osobników dojrzałych jest większa. Jeśli uda im się przeżyć niebezpieczny okres, dorosłe dożywają wieku siedmiu do dziewięciu lat. Traszki grzebieniaste osiągają niekiedy na wolności wiek 17 lat.

### Faza wodna

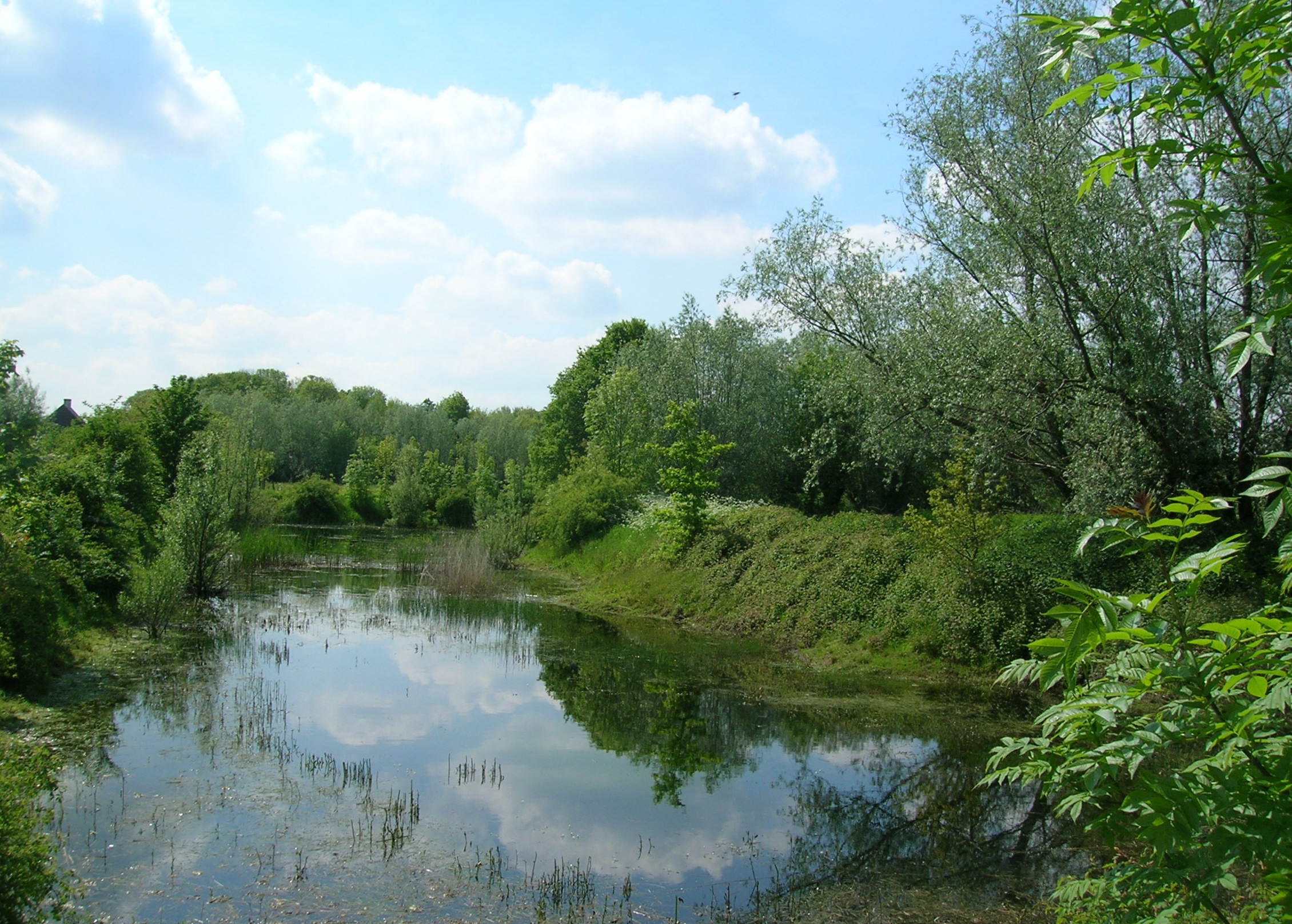
Duży staw porośnięty bujną roślinnością to typowe siedlisko rozrodu Triturus. Na zdjęciu powyżej staw zamieszkany przez traszkę grzebieniastą

Traszki preferują w tej fazie życia średnie do dużych zbiorników, nieocienione, o obfitej roślinności podwodnej, jednak bez ryb polujących na larwy. Typowy przykład stanowi duży staw. Zbiornik taki nie musi być wcale pochodzenia naturalnego – większość stawów zasiedlanych przez traszkę grzebieniastą w Wielkiej Brytanii cechuje pochodzenie antropogeniczne. Inne odpowiednie dla traszek siedliska to rowy, kanały, doły po żwirze, stawy ogrodowe, a w przypadku T. carnifex – pola ryżowe. T. dobrogicus lepiej zaadaptowała się do wody płynącej i często rozmnaża się na brzegach rzek, w starorzeczach bądź na rozlewiskach, gdzie często współwystępuje z rybami. Z Triturus współwystępują traszki innych rodzajów: traszka zwyczajna, traszka helwecka, traszka karpacka i traszka górska.
Dorosłe traszki zaczynają wędrówkę do swych miejsc rozrodu wiosną, gdy temperatura utrzymuje się powyżej 4-5 °C. U większości gatunków odbywa się to w marcu, w południowej części zasięgu występowania może się to zdarzyć dużo wcześniej. T. pygmaeus rozmnaża się głównie od stycznia do wczesnego marca i może udać się do stawów już jesienią. Czas spędzony przez osobniki dorosłe w wodzie różni się w zależności od gatunku i koreluje z sylwetką ciała: wynosi tylko 3 miesiące u traszek: marmurkowej i T. pygmaeus, natomiast sześć miesięcy u T. dobrogicus, której bardziej smukłe ciało jest lepiej przystosowane do pływania. Triturus w fazie wodnej prowadzą głównie nocny tryb życia i w porównaniu z mniejszymi traszkami Lissotriton czy Ichthyosaura zazwyczaj preferują głębsze partie zbiorników wodnych, gdzie ukrywają się pod roślinami wodnymi. Jak inne traszki, okazjonalnie przemieszczają się ku powierzchni, by zaczerpnąć powietrza. Faza wodna służy nie tylko reprodukcji, stanowi również okazję zakosztowania w bardziej obfitej zdobyczy, a niedojrzałe traszki nadgatunku T. cristatus często wracają do wody wiosną, nawet jeśli się nie rozmnażają.

### Faza lądowa

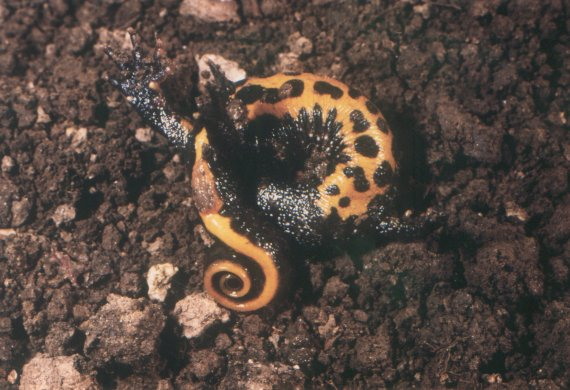
T. carnifex, zwinięta samica, widać jasnopomarańczową brzuszną stronę ciała, która ma za zadanie odstraszenie drapieżników

Podczas fazy lądowej Triturus wymagają siedliska zapewniającego im kryjówki, zdobycz w postaci bezkręgowców oraz wilgoć. Dokładne wymagania poszczególnych gatunków poznano słabo. Traszki bowiem znacznie trudniej wypatrzyć i obserwować na lądzie. Ogólnie preferują lasy liściaste i gaje, ale lasy iglaste również mogą stanowić ich siedlisko, zwłaszcza na dalekiej północy bądź południu zasięgu. T. pygmaeus spotykany jest zazwyczaj w śródziemnomorskich dębinach. W razie braku lasów zamieszkiwane mogą też być inne siedliska obfitujące w schronienia, jak żywopłoty, krzewy, bagniste łąki czy kamieniołomy. W takich siedliskach traszki ukrywają się wśród kłód, kory, desek, kamieni, w jamach małych ssaków. Kilka osobników może zajmować jednocześnie to samo schronienie. Jako że traszki zazwyczaj pozostają w bliskości swych wodnych miejsc rozrodu, jakość otaczającego zbiornik środowiska w dużym stopniu determinuje, czy z innych względów odpowiedni zbiornik może być skolonizowany przez traszki.
Osobniki młodociane często jednak rozprzestrzeniają się ku nowym miejscom rozrodu, podczas gdy dorosłe generalnie wracają co roku w to samo miejsce. Traszki nie przemieszczają się szybko. Jedną nocą potrafią przebyć około 100 m. Rzadko rozprzestrzeniają się więc dalej, niż na odległość 1 km. Orientacja w otoczeniu opiera się na zapachu i odgłosach wydawanych przez inne płazy. Nawigację z wykorzystaniem nocnego nieba zaobserwowano u traszki marmurkowej. Aktywność jest największa wilgotną nocą. W dzień traszki zazwyczaj siedzą w ukryciu. Późnym latem i jesienią ich aktywność zwykle wzrasta, wtedy to zbliżają się bardziej ku swym miejscom rozrodu. Na większości zasięgu występowania w zimie hibernują głównie w podziemnych kryjówkach. Wiele osobników może wtedy gromadzić się razem. Na południu czasami w miesiącach letnich może wystąpić estywacja.

### Pożywienie i drapieżnicy
Jak inne traszki, przedstawiciele rodzaju Triturus są mięsożerne. Ich pokarm stanowią głównie bezkręgowce. Podczas fazy lądowej pożerają skąposzczety i inne pierścienice, różnorakie owady, Oniscidea i ślimaki. Podczas sezonu rozrodczego polują na różne bezkręgowce wodne, ale także na kijanki innych płazów, jak żaba trawna, ropucha szara, a nawet na mniejsze traszki. Larwy w zależności od wielkości zjadają niewielkie bezkręgowce i kijanki, a także mniejsze larwy swego własnego gatunku.
Z kolei larwy Triturus są zjadane przez takie zwierzęta, jak mięsożerne bezkręgowce i ptaki wodne, szczególnie zaś wrażliwe są na drapieżnictwo ryb. Osobniki dorosłe ogólnie unikają drapieżników, prowadząc skryty tryb życia, ale czasami padają ofiarami czaplowatych i innych ptaków, węży, jak zaskroniec zwyczajny, oraz ssaków, jak ryjówkowate, borsuk europejski czy jeż zachodni. Wydzielają przez skórę trującą tetrodotoksynę, jednak w znacznie mniejszym stopniu niż północnoamerykańska Taricha. Jaskrawe, pomarańczowe lub żółte ubarwienie spodniej strony ciała nadgatunku T. cristatus to ubarwienie ostrzegawcze, prezentowane w razie domniemanego zagrożenia. Zaniepokojona traszka zwija się zazwyczaj i wydziela mleczną substancję.

## Rozmnażanie

### Zaloty

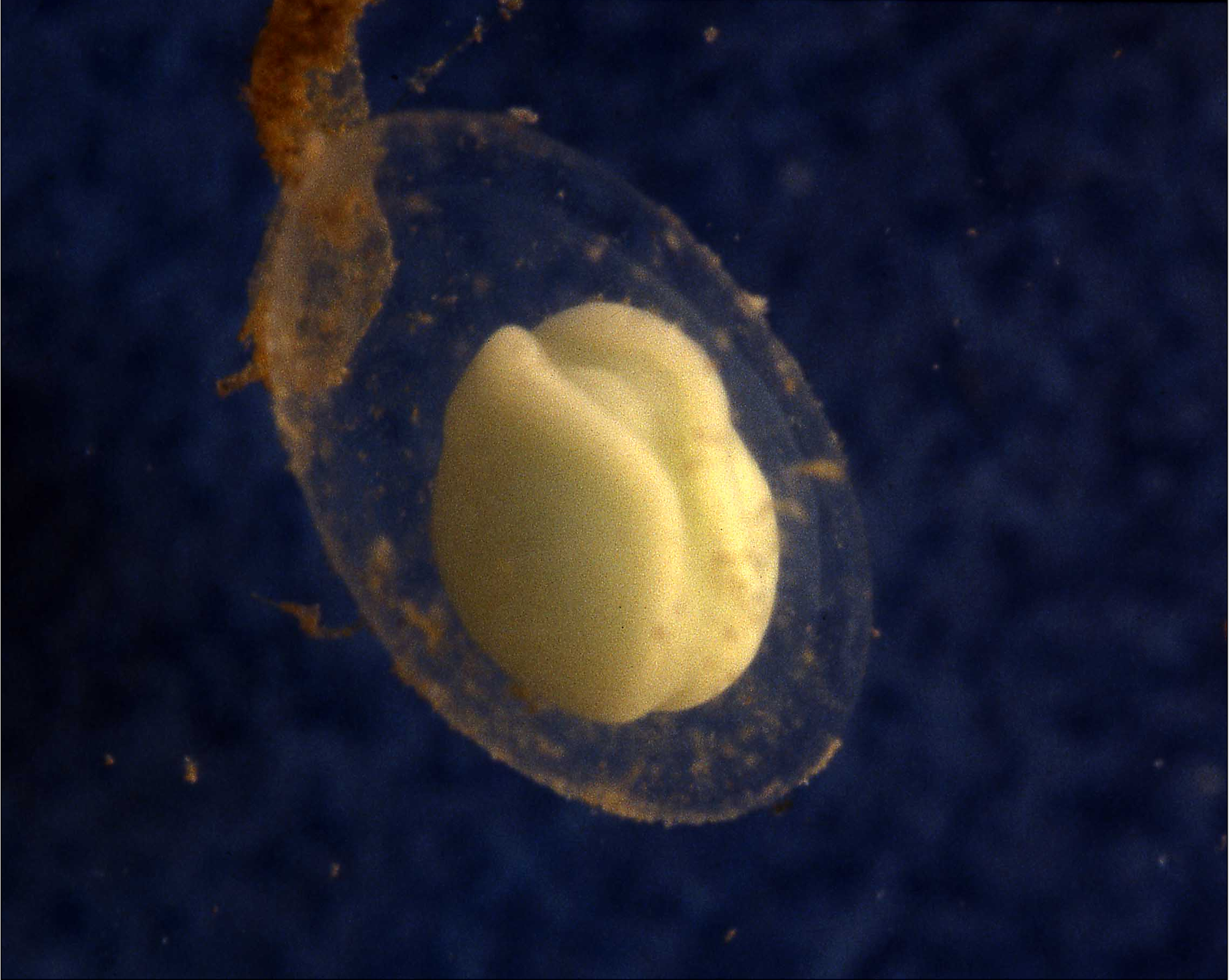
Kremowobiałe jajo traszki marmurkowej. W żelatynowej osłonce zarodek w stadium neurulacji.

Traszki te charakteryzuje złożony rytuał zalotów. Odbywa się on pod wodą. Samce są terytorialne i wykazują zachowanie typu lek bądź reklamują się na arenach będących niewielkimi obszarami czystej ziemi, gdzie przedstawiają swe pokazy i uwodzą samice. Napotkawszy inne samce, przybierają te same postawy, którymi pozyskują względy płci przeciwnej. Okazjonalnie mogą gryźć się nawzajem. Traszka marmurkowa i Triturus pygmaeus zdają się przejawiać więcej agresji, niż przedstawiciele nadgatunku T. cristatus. Samce często przeszkadzają innym samcom w zalotach i starają się odwieźć samicę od rywala. Przyciągają samicę z wykorzystaniem feromonów. Kiedy samiec napotka samicę, podążą za nią i ustawia się naprzeciwko niej. Po tym pierwszym ustawieniu się następują pokazy samca i transfer spermatoforu.
Podczas zalotów samiec podkreśla rozmiar swego ciała, a zwłaszcza grzebienia. Rozpyla feromony w kierunku swej wybranki. Samce dużych gatunków Triturus przybierają pozycję cat buckle z ciałem wygiętym i często spoczywającym jedynie na przednich łapach. Samiec także pochyla się w kierunku samicy, potrząsa swym ciałem i trzepoce ku niej swym ogonem, czasami gwałtownie ją smagając. Jeśli samica wykazuje zainteresowanie, rytuał wchodzi w trzecią fazę. Samiec odpełza od samicy, wprawiając swój ogon w drżenie. Kiedy samica chwyta jego ogon w swe usta, składa on spermatofor będący pakietem nasienia na podłożu. Rytuał kończy się, gdy przeprowadza on samicę nad spermatoforem, który ona chwyta swą kloaką. U T. pygmaeus zaloty przebiegają nieco odmiennie, niż u większych gatunków. Nie występują pozycje cat buckles ani smaganie samicy, za to samiec powoli wachluje swym ogonem, falując jego koniuszkiem. Być może naśladuje w ten sposób zdobycz i tak wabi samicę.

### Składanie i rozwój jaj
Podczas sezonu rozrodczego samica zazwyczaj zadaje się z kilkoma samcami. Jej jaja ulegają zapłodnieniu wewnętrznemu w jajowodzie. Matka składa je na liściach roślin wodnych, jak rukiew wodna lub manna jadalna, zazwyczaj blisko tafli wody, i z użyciem kończyn tylnych zawija liście wokół jaj dla ochrony przed drapieżnikami i promieniowaniem. W razie braku odpowiednich roślin jaja mogą też być złożone wśród opadłych liści, kamieni, a nawet w plastikowych torebkach. Samica traszki grzebieniastej przeznacza na składanie jaj około 5 minut. Samice nadgatunku Triturus cristatus zazwyczaj składają około 200 jaj na okres godowy, natomiast traszka marmurkowa do 400. Zarodki są zazwyczaj jasno ubarwione. Mierzą 1,8–2 mm średnicy. Znajdują się w mierzącej 6 mm galaretowatej osłonce, odróżniającej je od sympatrycznych gatunków traszek o jajach mniejszych i ciemniejszych. Niezwykłą cechą tego rodzaju jest pięćdziesięcioprocentowa umieralność zarodków. Ich rozwój zatrzymuje się, jeśli nie posiadają dwóch różnych wariantów chromosomu 1 (a więc gdy są homozygotami tego chromosomu).
Mija od dwóch do pięciu tygodni, nim z jaj wylęgną się larwy. Zależy to głównie do temperatury. W pierwszych dniach po opuszczeniu jaj żyją dzięki pozostałemu zapasowi żółtka i nie potrafią jeszcze pływać. Przyczepiają się do roślin bądź do osłonki jajowej dwoma specjalnymi narządami znajdującymi się na głowie. Po tym okresie larwa zaczyna pochłaniać drobne bezkręgowce, aktywnie zdobywa pokarm po około 10 dniach po wykluciu. Jak u innych płazów ogoniastych, jako pierwsze pojawiają się kończyny przednie, obecne już w trzonkowatej formie przy wylęganiu. Później rozwijają się kończyny tylne. Inaczej niż u mniejszych traszek, larwy Triturus są głównie nektoniczne (wolno pływają w wodzie). Zaraz przed wyjściem na ląd resorbują skrzela zewnętrzne. Mogą w tym stadium osiągnąć długość 7 cm u większych gatunków. Przeobrażenie następuje od dwóch do czterech miesięcy po opuszczeniu jaja, jednak czas trwania każdego okresu w rozwoju larwalnym zależy od temperatury. Tylko 4% wylęgniętych z jaja traszek grzebieniastych dożywa metamorfozy. Liczba ta jest porównywalna z odnotowywanymi u innych gatunków. W niesprzyjających warunkach rozwój larw może ulegać opóźnieniu. Mogą one przezimować w wodzie, aczkolwiek zdarza się to rzadziej, niż u mniejszych traszek. Okazjonalnie obserwowano u osobników dorosłych kilku gatunków nadgatunku T. cristatus pedomorfozę. Zwierzęta te zachowywały skrzela zewnętrzne i pozostawały w wodzie.

## Romieszczenie geograficzne

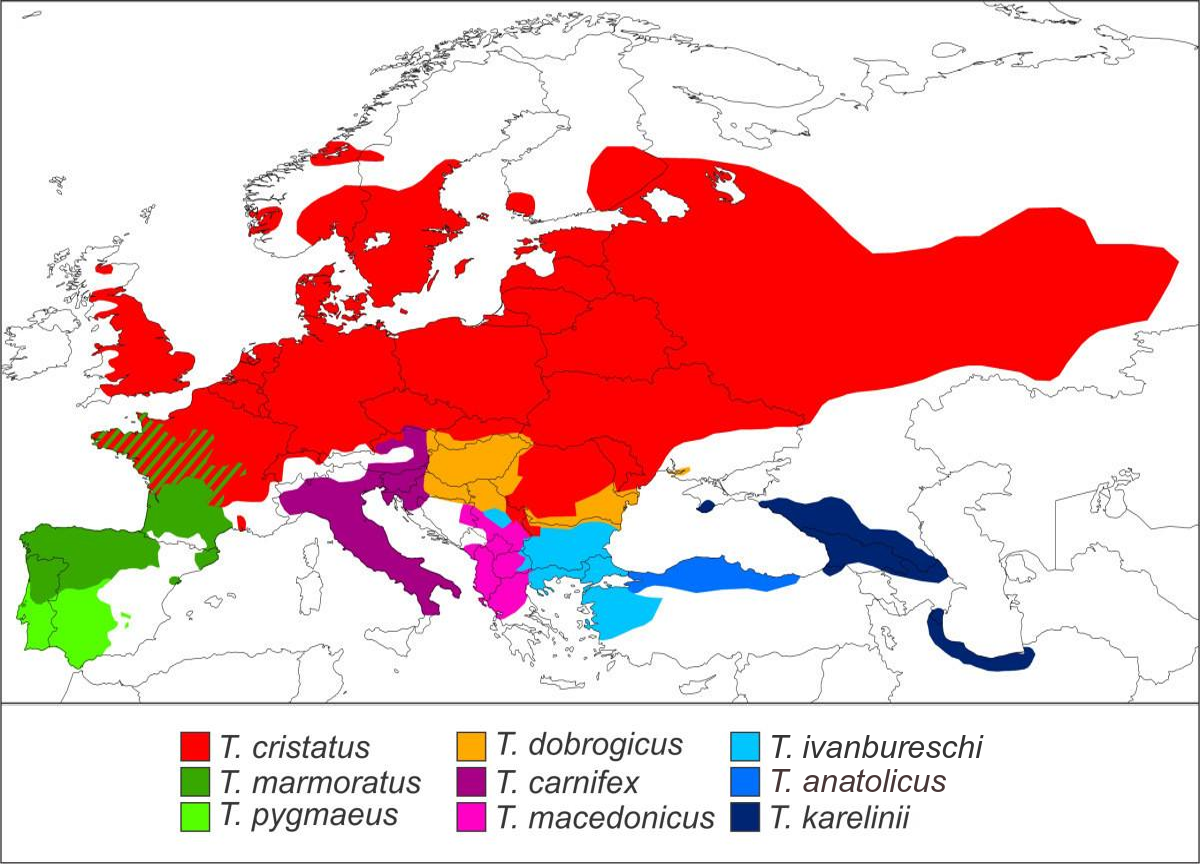
Rozmieszczenie geograficzne poszczególnych gatunków w Eurazji

Triturus zamieszkuje Eurazję, od Wielkiej Brytanii i Półwyspu Iberyjskiego na zachodzie do Syberii Zachodniej i regionu południowego Morza Kaspijskiego na wschodzie. Na północy zaś dosięga on środkowego Półwyspu Fennoskandzkiego. Ogólnie gatunki występują obok siebie, parapatrycznie. Jedynie traszka grzebieniasta i traszka marmurkowa zamieszkują sympatrycznie zachodnią Francję. T. karelinii cechuje się allopatrycznym występowaniem na kilku niełączących się ze sobą obszarach, są to: Półwysep Krymski, Kaukaz i tereny na południe od Morza Kaspijskiego.
Najszerszy zasięg występowania osiągnęła traszka grzebieniasta. Inne ograniczają się do skromniejszych terenów. Na przykład T. pygmaeus zasiedla południowy zachód Półwyspu Iberyjskiego, podczas gdy T. dobrogicus żyje w basenie Dunaju i niektórych jego dopływach. T. carnifex introdukowano poza jej naturalny zasięg występowania w pewnych krajach Europy oraz na Azorach. Północną część Półwyspu Bałkańskiego zamieszkują aż 4 gatunki nadgatunku T. cristatus, żyjące w bliskim sąsiedztwie. Czasami mogą one nawet koegzystować ze sobą.
Triturus zazwyczaj żyją na niskich wysokościach nad poziomem morza. T. dobrogicus przykładowo nie sięga powyżej 300 m. Jednak w południowej części swego zasięgu spotyka się je na wyższych obszarach. T. carnifex spotykana jest do 1800 m n.p.m. w Apeninach, T. karelinii  do 2000 m w południowym Kaukazie, a traszka marmurkowa do 2100 m w środkowej Hiszpanii.

## Ewolucja
W wyjaśnieniu pokrewieństw w obrębie rodzaju Triturus pomogła filogenetyka molekularna. Badanie filogenetyczne z 2011 badające cały mitochondrialny DNA rozstrzygnęło wszystkie niezgodności z wysoką istotnością statystyczną. Traszki określane niegdyś mianem grzebieniastej i marmurkowej stanowią grupy siostrzane. W obrębie tej pierwszej grupa bałkańsko-azjatycka obejmująca T. karelinii i T. ivanbureschi stanowi względem kladu pozostałych gatunków grupę siostrzaną. Wyniki te pozostają w zgodzie z otrzymanymi w innych badaniach. Analizy DNA mitochondrialnego wspierają również tworzenie kladu przez traszkę grzebieniastą i T. dobrogicus, jak również przez T. carnifex i T. macedonicus, jednakże badania jądrowego DNA przyniosły tutaj sprzeczne wyniki.
Licząca 24 miliony lat skamieniałość Triturus, być może traszki marmurkowej, zaświadcza o istnieniu rodzaju w tym czasie i zaprzecza wcześniejszemu oszacowaniu czasu powstania rodzaju na 8,3 miliona lat, kiedy to miał nastąpić podział na linię Triturus i jego siostrzanego rodzaju Calotriton. Badanie kalibracyjne oparte na tym i innych znaleziskach skamielin umieszcza rozdzielenie się linii wcześniej, około 39 milionów lat temu, w eocenie, przedział ufności to 47-34 miliony lat. Na podstawie tego szacunku autorzy zbadali różnicowanie się w obrębie rodzaju i związaną z nią paleogeografię. Linie traszki grzebieniastej i traszki marmurkowej rozdzieliły się pomiędzy 30 a 24 milionami lat temu. Dwa gatunki linii traszki marmurkowej oddzieliły się od siebie 4,7–6,8 miliona lat temu.
Traszki nadgatunku T. cristatus pojawiły się na Półwyspie Bałkańskim. Uległy radiacji ewolucyjnej w krótkim czasie między 11,5 a 8 milionami lat temu. Najpierw od reszty oddzieliła się grupa bałkańsko-azjatycka (populacje T. ivanbureschi i T. karelinii). Doszło do tego prawdopodobnie na skutek wikariancji związanej z oddzieleniem się mas lądowych anatolijskiej i bałkańskiej. Powstanie współczesnych gatunków nie zostało jeszcze w pełni zrozumiane, ale jedna z hipotez sugeruje, że różnice ekologiczne, zwłaszcza w adaptacji do wodnego trybu życia, mogły wyewoluować pomiędzy populacjami i doprowadzić do specjacji parapatrycznej. Wedle alternatywnej wersji złożona historia geologiczna Półwyspu Bałkańskiego doprowadziła do podzielenia żyjących tam populacji z następczą specjacją alopatryczną i rozprzestrzenieniem się gatunków do obecnych zasięgów występowania.
Poniższe drzewo filogenetyczne Triturus powstało dzięki analizom mtDNA. Pozostaje niepewność odnośnie do gatunków siostrzanych nadgatunku T. cristatus.
|  | T. marmoratus |
|  |               |
|  | T. pygmaeus   |
|  |               |

|  | T. karelinii |
|  | |
|  | \| \| T. ivanbureschi (populacja zachodnia) \| \| \| \| \| \| T. ivanbureschi (populacja wschodnia, być może odrębny gatunek) \| \| \| \| |
|  | |
|  | T. ivanbureschi (populacja zachodnia) |
|  | |
|  | T. ivanbureschi (populacja wschodnia, być może odrębny gatunek)                                                                           |
|  | |

|  | T. ivanbureschi (populacja zachodnia)                           |
|  |                                                                 |
|  | T. ivanbureschi (populacja wschodnia, być może odrębny gatunek) |
|  |                                                                 |

|  | T. carnifex    |
|  |                |
|  | T. macedonicus |
|  |                |

|  | T. cristatus  |
|  |               |
|  | T. dobrogicus |
|  |               |

|  | T. carnifex    |
|  |                |
|  | T. macedonicus |
|  |                |

|  | T. cristatus  |
|  |               |
|  | T. dobrogicus |
|  |               |

|  | T. karelinii |
|  | |
|  | \| \| T. ivanbureschi (populacja zachodnia) \| \| \| \| \| \| T. ivanbureschi (populacja wschodnia, być może odrębny gatunek) \| \| \| \| |
|  | |
|  | T. ivanbureschi (populacja zachodnia) |
|  | |
|  | T. ivanbureschi (populacja wschodnia, być może odrębny gatunek)                                                                           |
|  | |

|  | T. ivanbureschi (populacja zachodnia)                           |
|  |                                                                 |
|  | T. ivanbureschi (populacja wschodnia, być może odrębny gatunek) |
|  |                                                                 |

|  | T. carnifex    |
|  |                |
|  | T. macedonicus |
|  |                |

|  | T. cristatus  |
|  |               |
|  | T. dobrogicus |
|  |               |

|  | T. carnifex    |
|  |                |
|  | T. macedonicus |
|  |                |

|  | T. cristatus  |
|  |               |
|  | T. dobrogicus |
|  |               |

|  | T. marmoratus |
|  |               |
|  | T. pygmaeus   |
|  |               |

|  | T. karelinii |
|  | |
|  | \| \| T. ivanbureschi (populacja zachodnia) \| \| \| \| \| \| T. ivanbureschi (populacja wschodnia, być może odrębny gatunek) \| \| \| \| |
|  | |
|  | T. ivanbureschi (populacja zachodnia) |
|  | |
|  | T. ivanbureschi (populacja wschodnia, być może odrębny gatunek)                                                                           |
|  | |

|  | T. ivanbureschi (populacja zachodnia)                           |
|  |                                                                 |
|  | T. ivanbureschi (populacja wschodnia, być może odrębny gatunek) |
|  |                                                                 |

|  | T. carnifex    |
|  |                |
|  | T. macedonicus |
|  |                |

|  | T. cristatus  |
|  |               |
|  | T. dobrogicus |
|  |               |

|  | T. carnifex    |
|  |                |
|  | T. macedonicus |
|  |                |

|  | T. cristatus  |
|  |               |
|  | T. dobrogicus |
|  |               |

|  | T. karelinii |
|  | |
|  | \| \| T. ivanbureschi (populacja zachodnia) \| \| \| \| \| \| T. ivanbureschi (populacja wschodnia, być może odrębny gatunek) \| \| \| \| |
|  | |
|  | T. ivanbureschi (populacja zachodnia) |
|  | |
|  | T. ivanbureschi (populacja wschodnia, być może odrębny gatunek)                                                                           |
|  | |

|  | T. ivanbureschi (populacja zachodnia)                           |
|  |                                                                 |
|  | T. ivanbureschi (populacja wschodnia, być może odrębny gatunek) |
|  |                                                                 |

|  | T. carnifex    |
|  |                |
|  | T. macedonicus |
|  |                |

|  | T. cristatus  |
|  |               |
|  | T. dobrogicus |
|  |               |

|  | T. carnifex    |
|  |                |
|  | T. macedonicus |
|  |                |

|  | T. cristatus  |
|  |               |
|  | T. dobrogicus |
|  |               |

### Refugia w czasie zlodowacenia i rekolonizacja
Z nastaniem czwartorzędowego cyklu zlodowaceń około 2,6 miliona lat temu współczesne gatunki Triturus dopiero powstawały. Wpłynął więc na nie cykl ekspansji i cofania się chłodnych, niegościnnych rejonów, które ukształtowały zasięgi występowania. Badanie z wykorzystaniem modelowania nisz środowiskowych i filogeografii wykazało, że w czasie ostatniego maksimum glacjalnego, około 21000 lat temu, Triturus przetrwały w cieplejszych refugiach, głównie na południu Europy. Stamtąd rekolonizowały północ po wycofaniu się lodowca. Wykazano też, że granice zasięgów poszczególnych gatunków zmieniały się, pewne gatunki zastępowały podczas rekolonizacji inne. Na przykład T. pygmaeus rozszerzała swój zasięg na północ, zastępując traszkę marmurkową. Najszerzej występujący dziś gatunek, traszka grzebieniasta, prawdopodobnie była niegdyś, w czasie ostatniego zlodowacenia, ograniczona do niewielkiego refugium na terenie Kotliny Panońskiej. Stamtąd rozprzestrzeniła się na północ, zachód i wschód, gdy klimat ocieplił się.

### Hybrydyzacja i introgresja
Traszka grzebieniasta i traszka marmurkowa stanowią jedyne w tym rodzaju gatunki, których zasięgi występowania zachodzą na siebie w znaczny sposób (w zachodniej Francji). Na tym obszarze cechują się wyspowym rozmieszczeniem i w ogólności preferują odmienne habitaty. Kiedy już występują w tym samym stawie, mogą krzyżować się ze sobą. Powstałe w ten sposób potomstwo ma cechy pośrednie. Z krzyżówki samca traszki grzebieniastej z samicą traszki marmurkowej powstaje potomstwo, które niegdyś błędnie zaliczono do odrębnego gatunku i nazwano Triton blasii de l’Isle 1862, natomiast odwrotna krzyżówka owocuje potomstwem określanym niegdyś Triton trouessarti Peracca 1886. Pierwszy rodzaj hybryd jest znacznie rzadszy z powodu zwiększonej umieralności larw i składa się wyłącznie z samców. Natomiast w drugim to samce przeżywają w mniejszym stopniu, niż samice. Ogólnie żywotność krzyżówek jest zredukowana. Rzadko występuje krzyżówka wsteczna z gatunkami rodzicielskimi. Hybrydy stanowią 3–7% dorosłej populacji.
Inne gatunki Triturus spotykają się tylko w wąskich strefach na granicach swych zasięgów. Hybrydyzacja i tak zachodzi w strefach kontaktu, co wykazały dane genetyczne i występowanie form pośrednich, zachodzi jednak rzadko, wspierając występowanie izolacji rozrodczej. Krzyżówka wsteczna i introgresja zachodzą jednak, o czym świadczą wyniki badań DNA mitochondrialnego. W badaniach holenderskich geny introdukowanego T. carnifex znaleziono na skutek introgresji w puli genowej rodzimej traszki grzebieniastej. Traszka marmurkowa i jej najbliższy krewny T. pygmaeus zamieszkują w swym sąsiedztwie w środkowej Portugalii i Hiszpanii, jednak zazwyczaj rozmnażają się w oddzielnych stawach. Osobniki zamieszkujące ten obszar można łatwo zaliczyć albo do jednego, albo do drugiego gatunku. Niemniej zauważono introgresję zachodzącą w obu kierunkach w niektórych miejscach strefy kontaktu oraz jedynie w kierunku T. pygmaeus tam, gdzie gatunek ten historycznie zastąpił traszkę marmurkową.

## Zagrożenia i ochrona

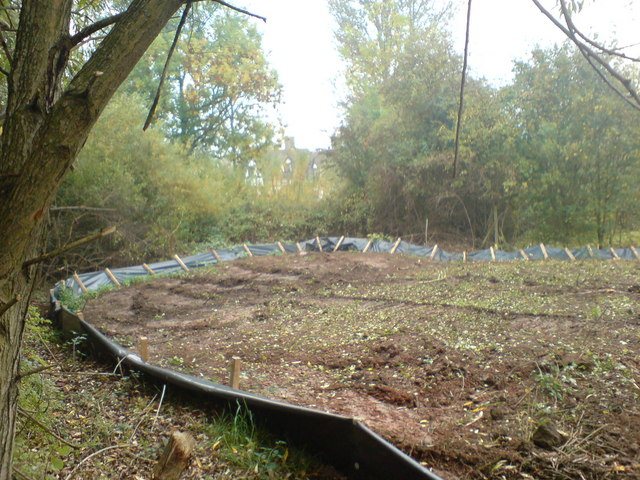
Ogrodzenie dla odłowu i relokacji traszki grzebieniastej z miejsca rozrodu w Wielkiej Brytanii

Większość gatunków stanowią gatunki najmniejszej troski zgodnie z IUCN, jednak odnotowano spadki liczebności populacji u wszystkich rozpatrywanych gatunków. T. dobrogicus i T. pygmaeus klasyfikowane są jednak jako bliskie zagrożenia, ponieważ liczebności ich populacji doznały znacznego spadku i gatunki figurują na krajowych czerwonych listach. T. macedonicus i T. ivanbureschi, opisane niedawno, jeszcze nie otrzymały od IUCN żadnego statusu.

### Przyczyny spadków liczebności
Główne zagrożenie Triturus to utrata siedlisk. Dotyczy ona zwłaszcza miejsc rozrodu, traconych przez intensyfikację rolnictwa, osuszanie, rozrastanie się miast i wprowadzanie sztucznych reżimów wodnych (co dotyka zwłaszcza T. dobrogicus). Zwłaszcza w południowych rejonach zasięgu występowania eksploatacja wód gruntowych i mniejsza ilość wiosennych deszczów prawdopodobnie spowodowana globalnym ociepleniem, zagrażają stawom, w których rozradzają się traszki. Siedliska wodne są także degradowane przez zanieczyszczenia z pestycydów i nawozów stosowanych w rolnictwie. Wprowadzenie skorupiaków i drapieżnych ryb zagraża rozwojowi larw. Perccottus glenii stanowi główne zagrożenie w Europie Wschodniej. Egzotyczne rośliny również mogą degradować siedliska: Crassula helmsii zastępuje naturalną roślinność i zacienia zbiorniki wodne w Zjednoczonym Królestwie, a jej twarde liście są nieodpowiednie do zawijania w nie jaj nadgatunku T. cristatus.
Siedliska lądowe, równie ważne dla populacji traszek, są tracone przez zastępowanie naturalnych lasów plantacjami bądź wycinki, zwłaszcza na północy zasięgu występowania, oraz przemianę bogatych krajobrazów w jednorodne tereny rolnicze. Ograniczone przemieszczanie się czyni traszki szczególnie wrażliwymi na fragmentację habitatów i utratę połączeń pomiędzy odpowiednimi dlań siedliskami. Wysokie stężenia soli drogowej są śmiertelne dla przedstawicieli nadgatunku T. cristatus.
Do innych zagrożeń zalicza się nielegalny odłów w celu trzymania jako zwierzęta domowe, co zagraża głównie T. karelinii oraz traszce grzebieniastej na wschodzie. Możliwość hybrydyzacji, zwłaszcza wśród nadgatunku T cristatus, oznacza możliwość zanieczyszczenia genetycznego rodzimych populacji poprzez introdukcję pokrewnych gatunków, jak się stało po introdukcji T. carnifex w obszarze występowania traszki grzebieniastej. Cieplejsze i bardziej wilgotne zimy spowodowane globalnym ociepleniem mogą zwiększać umieralność traszek, zakłócając ich hibernację i zmuszając tym samym do zużytkowania większych ilości energii. W końcu rodzaj jest potencjalnie wrażliwy na wysoce patogennego grzyba Batrachochytrium salamandrivorans, wprowadzonego do Europy z Azji.

### Ochrona
Gatunki nadgatunku T. cristatus objęte są konwencją berneńską, załącznikiem II, jako podlegające ścisłej ochronie. Natomiast traszka marmurkowa i T. pygmaeus znajdują się w załączniku III jako chronione. Gatunki nadgatunku T. cristatus obejmuje również aneks II dyrektywy siedliskowej, zawierający gatunki wymagające wydzielenia specjalnych obszarów ochrony, wszystkie gatunki zaś Aneks IV, obejmujący gatunki wymagające ścisłej ochrony. Wobec tego odłów, niepokojenie, zabijanie bądź handel, jak również destrukcja siedlisk są zabronione w większości krajów europejskich. Dyrektywa siedliskowa Unii Europejskiej stanowi także podstawę programu sieci obszarów chronionych Natura 2000, spośród których wiele wydzielono dla nadgatunku T. cristatus.
Ochrona i utrzymanie siedlisk wydają się najważniejszymi elementami ochrony Triturus. Obejmują zachowywanie naturalnych zbiorników wodnych, redukcję używania nawozów i pestycydów, kontrolę lub eradykację wprowadzonych drapieżnych ryb oraz powiązanie siedlisk korytarzami ekologicznymi nieuprawianego terenu. Sieć siedlisk wodnych w bliskim otoczeniu jest ważna dla utrzymania populacji. Tworzenie nowych stawów dla rozrodu jest ogólnie bardzo efektywne, jako że są one szybko kolonizowane, jeśli w sąsiedztwie znajdują się inne siedliska. W pewnych przypadkach całe populacje przenoszono w razie zagrożenia, jednak taka translokacja musi być dokładnie zaplanowana, by się udać. Ścisła ochrona traszki grzebieniastej w Zjednoczonym Królestwie doprowadziła do konfliktów z lokalnymi projektami rozwoju. W tym samym czasie charyzmatyczna traszka stała się gatunkiem sztandarowym, której ochrona przynosiła także korzyści innym płazom.